# 제임스 고든 파렐
J.G 파렐로서 알려진, 제임스 고든 파렐 (James Gordon Farrell, 1935년 1월 25일 ~ 1979년 8월 11일)은 리버풀에서 태어난 아일랜드계 혈통의 소설가이다. 파렐은 영국 식민 통치의 정치적 중요성과 인간의 중요성을 다룬, 제국 3부작 《Troubles》,《The Siege of Krishnapur》,《The Singapore Grip》로 명성을 얻었다. 1973년에 소설 《The Siege of Krishnapur》은 맨 부커 상을, 2010년 5월 19일 소설 《Troubles》로 로스트 맨 부커 상을 수상했다.
파렐은 44세가 되던 해인 1979년 아일랜드의 해안가에서 익사사고로 죽었다.

## 작품 목록
- 《A Man From Elsewhere》(1963년)
- 《The Lung》(1965년)
- 《A Girl in the Head》(1967년)

제국 3부작
- 《Troubles》(1970년)
- 《The Siege of Krishnapur》(1973년)
- 《The Singapore Grip》(1978년)

- 《The Pussycat Who Fell in Love with a Suitcase》. Atlantis. 6 (Winter 1973/4), pp. 6–10 (1973년 ~ 1974년)
- 《The Hill Station; and An Indian Diary》, unfinished, edited by John Spurling. London : Weidenfeld and Nicolson. ISBN 0-297-77922-2 (1981년)

## 참고
1. ↑  故파렐,'트러블'로 부커상 특별상 수상[깨진 링크(과거 내용 찾기)], 연합뉴스,2010년 5월 20일 확인함